# 조 만테냐
조 만테냐(Joe Mantegna, 1947년 11월 13일 ~ )는 미국의 배우이다.

## 출연 작품

### 영화
- 대부3
- 벅시 - 조지 래프트 역
- 10 센트 피스톨
- 더 브롱스 불 - 릭 역
- 킬 미, 데들리

### 드라마
- 크리미널 마인드 8 (CBS)
- 크리미널 마인드 11 (CBS)